# Albert Schmitt (homme politique)
Pour les articles homonymes, voir Schmitt.
Albert Schmitt, né le 31 mai 1900 à Bischheim (Bas-Rhin) et mort le 23 mars 1978 à Strasbourg (Bas-Rhin), est un homme politique français.

## Biographie
Fils d'un employé des chemins de fer, Albert Schmitt entre lui aussi aux chemins de fer d'Alsace et Lorraine en 1922.
Il y entame une activité militante au sein d'un syndicat CFTC, dont il devient le secrétaire en 1929. Il est aussi, dans la même période, un responsable de l'Union populaire républicaine d'Alsace, un parti local d'inspiration catholique.
Mobilisé au début de la seconde guerre mondiale, il est fait prisonnier, mais est libéré dès 1940. Il est cependant expulsé d'Alsace par les autorités allemandes en décembre, et s'installe à Toulon, où il dirige l'antenne locale du Secours national.
A la Libération, il revient en Alsace, et participe à la création du Mouvement Républicain Populaire, dont il devient rapidement le secrétaire départemental.
Elu conseiller municipal de Strasbourg en septembre 1945, il devient, le mois suivant, député, élu sur la liste du MRP. Réélu dans les mêmes conditions en juin, puis novembre 1946, il défend notamment à plusieurs reprises la proposition d'un « prêt au mariage ». Il est réélu dans les mêmes conditions encore, en 1951 et 1956.
Parlementaire actif, il dépose de nombreux textes et intervient souvent en séance, sur des sujets très variés, mais surtout liés à l'Alsace et aux Alsaciens-Lorrains. Il défend à plusieurs reprises les « malgré-nous », proposant à plusieurs reprises leur amnistie.
N'oubliant pas son passé de syndicaliste cheminot, il fait aussi de nombreuses propositions relatives à la SNCF et au statut de ses agents.
Candidat aux législatives de 1958, il est battu par le gaulliste François Grussenmeyer. Il se consacre alors à son mandat de conseiller général, élu dans le canton de Selz depuis 1951. Il préside d'ailleurs brièvement l'assemblée départementale au début de l'année 1967.
Toujours adhérent de la CFTC, il prend part en 1964 au débat sur sa déconfessionnalisation, refusant sa transformation en CFDT. Il est d'ailleurs temporairement, de 1964 à 1965, président de l'union régionale d'Alsace de la CFTC « maintenue ».
Il se retire de la vie politique au début des années 1970.

## Détail des fonctions et des mandats
Mandats locaux
- septembre 1945 - 1947 : conseiller municipal de Strasbourg
- 1951 - 1970 : conseiller général du canton de Seltz
- janvier 1967 - mars 1967 : président du conseil général du Bas-Rhin

Mandats parlementaires
- 21 octobre 1945 - 10 juin 1946 : député du Bas-Rhin
- 2 juin 1946 - 27 novembre 1946 : député du Bas-Rhin
- 10 novembre 1946 - 4 juillet 1951 : député du Bas-Rhin
- 17 juin 1951 - 1er décembre 1955 : député du Bas-Rhin
- 2 janvier 1956 - 8 décembre 1958 : député du Bas-Rhin